# Kungariket Mutapa
Kungariket Mutapa, ibland kallat Mutapariket (Shona: Wene we Mutapa; portugisiska: Monomotapa) var ett Shona-kungarike som sträckte sig mellan Zambezi- och Limpopo-floderna i södra Afrika, beläget i vad som senare kom att bli Zimbabwe och Moçambique.

## Etymologi

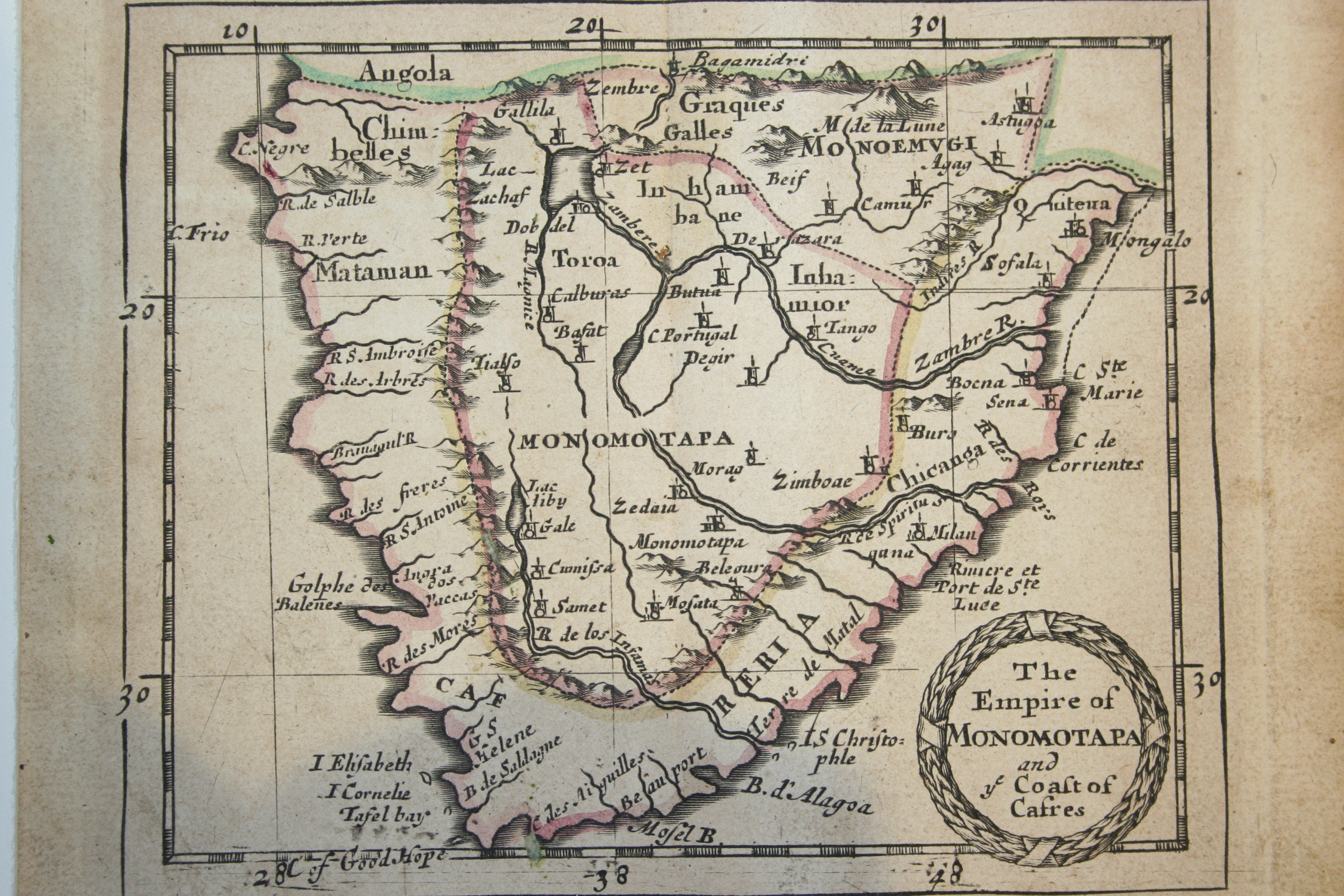
Portugisisk 1700-talskarta.

Portugisiskans term Monomotapa är en translitterering av titeln Mwenemutapa (Herre över erövrat land).

### Fotnoter
1. ↑  Stewart, John (1989). African States and Rulers. Jefferson: McFarland & Company, Inc. sid. 395. ISBN 0-89950-390-X